# Hans Glaab
Hans Glaab (* 5. Dezember 1936 in Schweinfurt; † 30. September 2015 in Perth) war ein deutscher Bodybuilder. Bei der ersten deutschen Meisterschaft im Bodybuilding war er Klassensieger bei den Senioren bis 172 cm Körpergröße.

## Leben
Glaab absolvierte bei SKF in Schweinfurt eine Ausbildung zum Werkzeugmacher. In dieser Zeit begann er das Training im Bodybuilding-Studio von Harry Gelbfarb, dem ersten Studio dieser Art in Deutschland. Am 5. und 6. Juni 1959 nahm Glaab in Turin als Mitglied der ersten deutschen Nationalmannschaft an der ersten Europameisterschaft im Bodybuilding teil. Im folgenden Jahr war er Mitglied der Nationalmannschaft bei den Europameisterschaften in Mulhouse.
Bei der ersten deutschen Meisterschaft im Bodybuilding, die am 16. Oktober 1960 im Bürgerbräukeller in München ausgetragen wurde, wurde er Sieger in der Senioren-Klasse I (älter als 21 Jahre, bis 172 cm Körpergröße). Bei den zweiten deutschen Meisterschaften am 15. April 1961 wurde Glaab Zweiter in der Senioren-Klasse I und Dritter in der Gesamtwertung.
In dieser Zeit machte sich Glaab mit einem Studio in Frankfurt am Main selbstständig, bevor er nach Australien auswanderte. Dort arbeitete er unter anderem als Hilfsarbeiter und Schiffskoch. Seinen letzten Bodybuidling-Sieg errang er 1965, als er zum Mr. New South Wales gekürt wurde. Hans Glaab lebte zuletzt als Rentner in Perth.